# Inga allenii
Inga allenii é uma espécie vegetal da família Fabaceae.
É uma espécie comum no sudeste da Costa Rica, principalmente nas proximidades da cidade de Limón (Costa Rica), na Estacion Biologica La Selva, na província de Coclé, e mais raramente na província de Darién.
O desmatamento, principalmente para plantações de bananeiras, é a principal ameaça no Panamá.
Alguns Inga allenii foram encontradas entre as cidades de Popayán e de Cartago, no Valle del Cauca, na Colômbia.
Está ameaçada por perda de habitat.